# Władysław Kulczyński
Wladyslaw Kulczyński, (abreujat Kulczynski), fou un zoòleg polonès, nascut el 27 de març de 1854 a Cracòvia i mort el 9 de desembre de 1919 a la mateixa ciutat.
Després de la graduació, va continuar vivint a Cracòvia, on l'any 1878 es va convertir en professor de la Universitat de la ciutat, un càrrec que va ocupar fins a 1910.
És autor d'importants treballs sobre els aràcnids europeus, encara que principalment dels del seu país.

## Publicacions
- Słownik biologów polskich, pod xarxa. Stanisława Feliksiaka, Warszawa 1987
- Św. p. Władysław Jan Kulczyński. Wspomnienie pośmiertne, Julian Zaleski, w: Sprawozdanie Dyrektora II Państwowego Gimnazjum św. Jacka w Krakowie za rok szkolny 1920, Kraków 1920

## Abreviatura
L'abreviatura Kulczyński o Kulczynski es fa servir per indicar  Władysław Kulczyński com autoritat en la descripció i taxonomia dins la zoologia.

## Font
- Pierre Bonnet (1945). Bibliographia araneorum, Els frères Doularoude (Tolosa).